# José Fasciana
José Fasciana (Maturín, Monagas, Venezuela; 4 de marzo de 1971) es un exfutbolista y entrenador venezolano que actualmente dirige al Atlético La Cruz de la Segunda División de Venezuela.
Jugaba como portero y su último equipo fue el Monagas Sport Club de la Primera División de Venezuela. También es reconocido por repartir fútbol alegre por la mayoría de los equipos de la región como el Italmaracaibo y el Zulia Fútbol Club que ha permanecido por varias años desde su llegada a Primera División de Venezuela.
- Datos: Q5939608